# Кшиштоф Строїнський
Кшишто́ф Строї́нський (пол. Krzysztof Stroiński, нар. 9 жовтня 1950, Пщина) — польський театральний, теле- та кіноактор, лауреат численних національних нагород, зокрема премії «Орли» за кращу чоловічу роль (2009).

## Біографія
У 1972 році закінчив акторський факультет Державної вищої школи кіно, телебачення і театру в Лодзі.

## Театральна кар'єра
- 1972—1973 — Театр ім. Людвіка Сольського в Тарнові;
- 1973—1978 — Театр ім. Стефана Ярача в Лодзі;
- З 1979 — виступав у театрах Варшави.

## Кар'єра на екрані

### Телебачення
Дебютував у серіалі «Доктор Ева» (1970) та фільмі «Перстень княгині Анни». Інші відомі ролі:
- Лешек Гурецький в серіалі «Далеко від шосе» (1976);
- Міхал Лінднер у серіалі Матері, дружини та коханки (1995, 1998);
- Метиль у фільмі Пітбуль (2005—2006);
- Адам Нєміец — у серіалі Екіпа (2007).

### Кіно
Знімався у фільмах:
- «300 миль до неба» (1989),
- «Тіло» (2003),
- «Лекції пана Куки» (2007),
- «Сад Луїзи» (2007),
- «Риса» (2008) — роль Яна Жолвенського, за яку отримав нагороду «Орли»,
- «80 мільйонів» (2011).